# 귀멸의 칼날: 주합회의·나비저택 편
《귀멸의 칼날: 주합회의·나비저택 편》(일본어: 鬼滅の刃 柱合会議・蝶屋敷編, 영어: Demon Slayer: Kimetsu no Yaiba THE HASHIRA MEETING ARC)은 2020년에 개봉한 일본의 액션, 판타지, 애니메이션 영화이다. 일본에서는 2020년 12월 20일에, 대한민국에서는 2021년 12월 1일에 개봉되었다.

## 줄거리
귀살대원으로서 도깨비인 네즈코를 죽이지 않았다는 죄명으로 귀살대 주들 앞으로 끌려간 탄지로와 네즈코. 그러나 우로코다키 사콘지와 토미오카 기유가 그들을 위해 목숨까지 걸었다는 내용의 편지를 받은 당주 우부야시키 카가야에 의해 위기를 넘기고 주합회의를 시작하려 했지만 탄지로가 다시 달려와 상처 많은 사내(시나즈가와 사네미)에게 동생(카마도 네즈코)를 찌른 만큼만 박치기를 하게 해달라고 하지만 토키토 무이치로(하주)에게 조약돌 3개를 맞고 고토(카쿠시,일명 뒤처리 부대)에게 업혀 나비저택으로 끌려가 상처를 치유하게 되는데...

## 등장인물

### 주연
- 하나에 나츠키 - 카마도 탄지로 목소리 역
- 키토 아카리 - 카마도 네즈코 목소리 역
- 시모노 히로 - 아가츠마 젠이츠 목소리 역
- 마츠오카 요시츠구 - 하시비라 이노스케 목소리 역

### 조연
- 사쿠라이 타카히로 - 토미오카 기유 목소리 역
- 하야미 사오리 - 코쵸우 시노부 목소리 역
- 히노 사토시 - 렌고쿠 쿄쥬로 목소리 역
- 코니시 카츠유키 - 우즈이 텐겐 목소리 역
- 하나자와 카나 - 칸로지 미츠리 목소리 역
- 카와니시 켄고 - 토키토 무이치로 목소리 역
- 스기타 토모카즈 - 히메지마 교메이 목소리 역
- 스즈무라 켄이치 - 이구로 오바나이 목소리 역
- 세키 토모카즈 - 시나즈가와 사네미 목소리 역
- 오오츠카 호츄 - 우로코다키 사콘지 목소리 역
- 이자와 시오리 - 우부야시키 카나타 목소리 역
- 유우키 아오이 - 우부야시키 키리야 목소리 역
- 모리카와 토시유키 - 우부야시키 카가야 목소리 역
- 야마자키 타쿠미 - 꺽쇠 까마귀 목소리 역
- 나미카와 다이스케 - 하가네즈카 호타루 목소리 역
- 치바 시게루 - 쿠와지마 지고로 목소리 역
- 우에다 레이나 - 츠유리 카나오 목소리 역
- 세키 토시히코 - 키부츠지 무잔 목소리 역
- 에하라 유리 - 칸자키 아오이 목소리 역

## 같이 보기
- 귀멸의 칼날
- 귀멸의 칼날 (애니메이션)
- 귀멸의 칼날: 남매의 연
- 극장판 귀멸의 칼날: 무한열차편
- 귀멸의 칼날: 나타구모산 편
- 귀멸의 칼날: 무한열차편
- 귀멸의 칼날: 환락의 거리편
- 귀멸의 칼날: 상현집결, 그리고 도공 마을로
- 귀멸의 칼날: 도공 마을편
- 귀멸의 칼날: 합동 강화 훈련편
- 귀멸의 칼날: 장구저택 편
- 귀멸의 칼날: 아사쿠사 편
- 고토게 코요하루